# Yūto Takeoka
Yūto Takeoka (武岡 優斗?, Takeoka Yūto; Kyoto, 24 giugno 1986) è un ex calciatore giapponese, di ruolo difensore.

## Carriera
A livello internazionale ha collezionato 3 presenze nella fase a gironi dell'AFC Champions League 2014.

## Palmarès

### Club

#### Competizioni nazionali
- Campionato giapponese: 2

Kawasaki Frontale: 2017, 2018